# Dangerous Lies (1921)
Dangerous Lies é um filme mudo dramático britânico de 1921 dirigido por Paul Powell. Alfred Hitchcock é creditado como designer de intertítulo. Atualmente é considerado um filme perdido.

## Enredo
Segundo a Exhibitors Herald, Joan (Glynne), a filha de um pobre reitor, se casa com um foragido e, depois que ela descobre seu verdadeiro caráter, o deixa para ir a Londres. Ela conhece e se apaixona por Sir Henry Bond (Powell), um rico colecionador de livros antigos, e se casa com ele depois de ler sobre a morte repentina de seu marido. Mais tarde, descobre-se que seu marido não estava morto, e que ele tinha o aviso impresso para tirar os credores de seu rastro. Joan vai para seu quarto de hotel e começa uma luta em que seu marido cai morto de ataque cardíaco, deixando-a livre para a felicidade com seu conhecedor de livros.

## Elenco
- David Powell como Sir Henry Bond
- Mary Glynne como Joan Farrant
- Arthur M. Cullin como Eli Hodges
- Ernest A. Douglas como Reverendo Farrant
- Warburton Gamble como Leonard Pearce
- Clifford Gray como Franklin Bond
- Minna Grey como Olive Farrant
- Harry Ham como Phelps Westcott
- Philip Hewland como Doutor
- Daisy Sloane como Nanette